# تلیویل (دلاویر)
تلیویل (به انگلیسی: Talleyville) یک منطقهٔ مسکونی در ایالات متحده آمریکا است که در شهرستان نیوکاسل، دلاویر واقع شده‌است. تلیویل ۱۱۶٫۱۳ متر بالاتر از سطح دریا واقع شده‌است.